# José María Huet y Allier
José María Huet y Allier (Sanlúcar de Barrameda, 4 de febrer de 1804 - Madrid, 17 de maig de 1868) fou un polític espanyol, diputat a Corts i membre de la Reial Acadèmia de la Història.

## Biografia
Era fill d'un brigada del Cos d'Enginyers, estudià lògica i metafísica al Reial Seminari de San Bartolomé de Cadis, i en 1823 es graduà en lleis a la Universitat de Sevilla. El 1824 començà a treballar com a advocat a la Reial Audiència de Sevilla i com a Censor de Teatre, assessor del Govern Militar de Sanlúcar, ajudant militar de marina del districte de Chipiona i auditor de guerra en 1833. El 1834 fou nomenat Fiscal de Guerra de l'Audiència de Sevilla i en 1835 ministre de l'Audiència, però en 1836 fou destituït en negar-se a reconèixer la Junta Revolucionària i en gener de 1837 fou destinat a Oviedo. Tanmateix, de maig de 1837 a abril 1838 treballà a l'Audiència de Barcelona. Fou membre de l'Acadèmia de Bones Lletres de Barcelona i de l'Ateneo de Madrid. En 1838 fou traslladat a l'Audiència de Granada i fou elegit diputat al Congrés dels Diputats per la província de Cadis, com en 1840 ho fou per Huelva.
En setembre de 1839 fou destinat a l'Audiència de Madrid i en 1840 va marxar a València per donar suport la regent Maria Cristina de Borbó i oposar-se als progressistes, raó per la qual fou destituït. De 1843 a 1851 fou fiscal del Tribunal Suprem de Guerra i Marina i l'abril de 1845 fou nomenat gentilhome de cambra amb exercici per Isabel II d'Espanya. En 1844 fou escollit senador per Canàries i en 1845 fou nomenat senador vitalici.
En gener de 1851 fou nomenat fiscal del Tribunal Suprem d'Espanya, càrrec que ocupà fins a agost de 1854, quan es va jubilar. El 1857 va rebre l'Orde de Carles III, el 1866 ingressà a la Reial Acadèmia de Belles Arts de San Fernando i en 1867 a la Reial Acadèmia de la Història.